# 黒須聡
黒須 聡（くろす さとる）は、日本の実業家。

## 略歴
- 2023年4月 黒須スペース＆サステナビリティ合同会社設立、社長[1]